# Cegléd
Cegléd je město v Maďarsku, v župě Pest mezi řekami Dunaj a Tisa. Nachází se 70 km jihovýchodně od Budapešti, na hlavním silničním a železničním tahu z Budapešti do Szolnoku. V roce 2024 žilo ve městě 36 391 obyvatel. Město také bývá označováno za "bránu do Panonské nížiny".[zdroj?]

## Historie

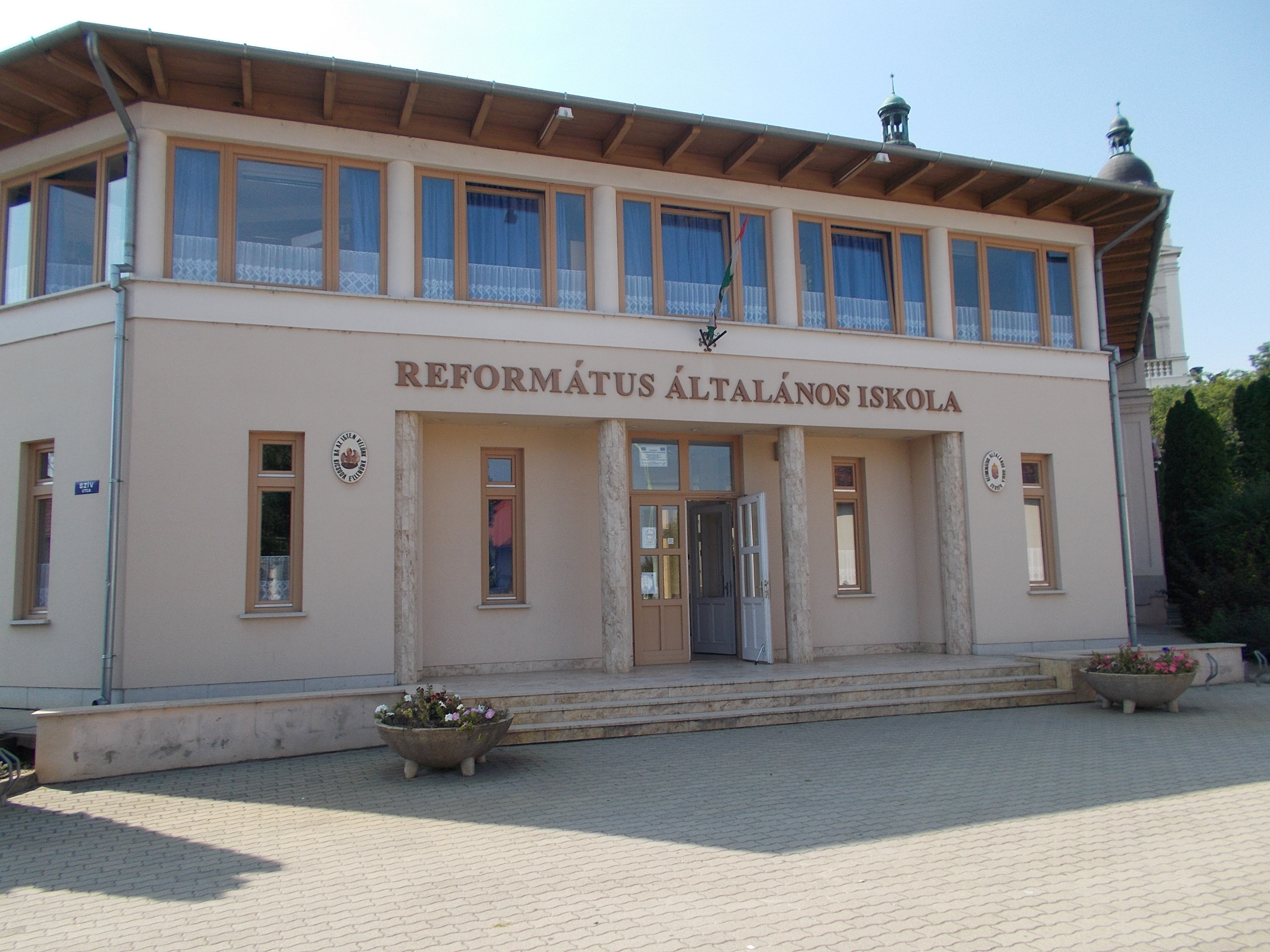
Budova školy (památkově chráněná)

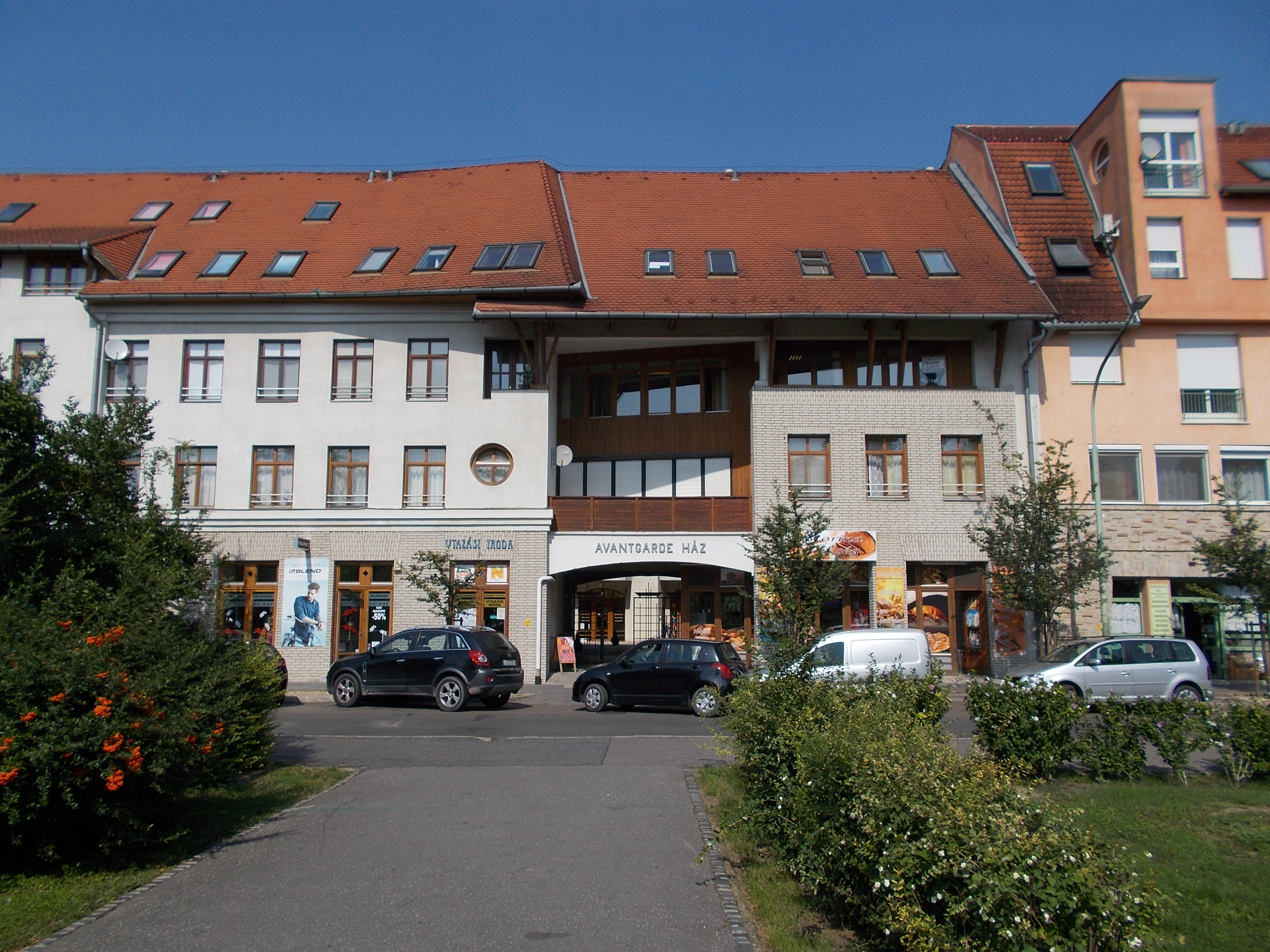
Dům ve středu města

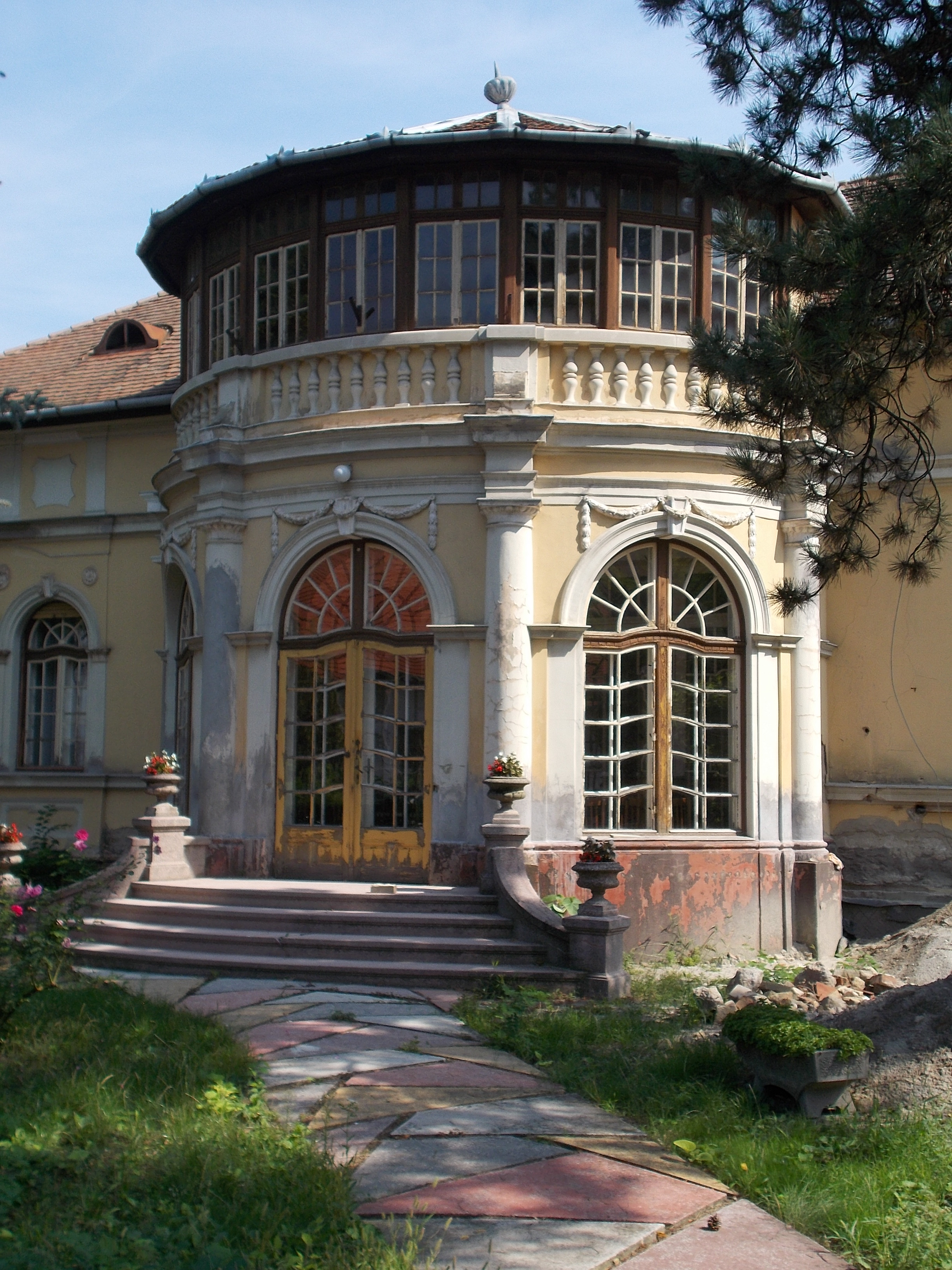
Vila v historizujícím stylu

Cegléd byl poprvé zmíněn v listině v roce 1290 za vlády krále Ladislava IV. Označení Chegled se však mohlo vztahovat k více místům v tehdejších Uhrách. Jistou první zmínku o městě lze datovat do roku 1358. V této době stály na území města již první kostely, jejichž pozůstatky se dochovaly do moderních časů. Pravděpodobně se v oblasti usadili i pohanští Kumáni přijatí do Uher po tatarském vpádu. V roce 1364 se Cegléd stal městem s tržními právy. Den 10. května si město připomíná dodnes různými oslavami. Již tehdy mělo vlastní samosprávu a radu města, která sestávala ze dvanácti osob. Relativně úspěšné město bylo atraktivní pro okolní vesničany, kteří se do něj sestěhovávali. Tehdy zde žila asi tisícovka osob. Přítomný zde byl také řád Klarisek.
Po bitvě u Moháče (1526) se Cegléd dostal pod správu Bálinta Töröka z Enyingu.
V 16. století obec, stejně jako celé Uhersko, ohrožovali Turci. Cegléd byl vypálen již po bitvě u Moháče, znovu po obsazení Budína v roce 1541 a poté po dobytí Szolnoku v roce 1552 se dostal cca na 150 let pod tureckou okupaci. V této éře se město dostalo pod přímou správu sultána, takže zažívalo relativní klid. Místní obyvatelstvo se věnovalo hlavně chovu dobytka. Samotný Cegléd získal jistou míru autonomie. Rozvoj tak probíhal i během okupace. Šířil se zde protestantismus, především kalvinismus. To však ukončil konflikt na přelomu 16. a 17. století. Město bylo dokonce v letech 1696 až 1606 zcela opuštěno. Znovu z něj lidé utekli v roce 1683 v souvislosti s ústupem Osmanů. Místní se přestěhovali do Kecskemétu.
V roce 1817 zde byla otevřena první lékárna. Roku 1834 město vyhořelo a následně bylo obnoveno jako město s plánovanou uliční sítí. Rozdíl je dobře patrný na mapách prvního a druhého vojenského mapování, kdy u druhého uvedeného jsou již patrné dlouhé ulice připravené podle určeného plánu. Přibyla také nová náměstí (např. Szabadság tér – Náměstí Svobody). Od roku 1847 má napojení na železniční síť, a to jako jedno z prvních v tehdejším Uhersku.[zdroj?] Dráha vedla pouze z Budapešti. Roku 1854 byla odsud prodloužena do Szolnoku. Během revolučního roku 1848 zde žilo okolo šestnácti tisíc lidí.
Ve své moderní podobě vzniklo na přelomu 19. a 20. století díky rozsáhlé urbanizaci. Bohatí vlastníci zde postavili různé mlýny, větrné, vodní i parní. Na konci století se také rozšířilo ovocnářství. Roku 1902 zde vznikla dokonce i první kolektivní farma, založená na dobrovolné spolupráci jednotlivých zemědělců. Přítomné zde také bylo agrární socialistické hnutí. Hlavním tématem tehdy byla snaha o modernizaci a zjednodušení zemědělské práce. Postavena zde také byla první střední škola. Symbol modernizace města v společenské oblasti představuje také divadlo, které bylo otevřeno roku 1881.
Během první světové války zde zahynulo v bojích na různých frontách okolo tisíce místních lidí. Jistý počet obětí zaznamenalo i neklidné období po válce. Důležitá byla rovněž i přítomnost vojska, které zde v roce 1905 vybudovalo kasárny. 
Během druhé světové války bylo 600 místních Židů odvezeno transporty smrti do koncentračních táborů. Dne 29. srpna 1944 bylo bombardováno místní nádraží. Při osvobození města v listopadu 1944 Rudou armádou byl také odhalen i velký zajatecký tábor, který se zde nacházel. 
Až do druhé světové války zde byla přítomna armáda maďarská, v druhé polovině 20. století i Sovětská armáda. Po jejím stažení byla kasárna předána zpět maďarské armádě. Ve druhé polovině 20. století bylo rozhodnuto v Ceglédu rozvíjet lehký průmysl a zemědělství. Roku 1956 se v souvislosti s dramatickými událostmi v zemi konaly v Ceglédu demonstrace středoškolských studentů.
Autobusové nádraží v severní části bývalého výstaviště bylo předáno do užívání v roce 1987.
Reorganizací v roce 2001 byly vojenské jednotky, které v Ceglédu působily, přemístěny jinam a město ztratilo svůj původní význam jako město posádkové.

## Ekonomika
Průmyslové oblasti jsou umístěny na severním okraji Ceglédu, poblíž dálnice a železniční trati. Nachází se zde závod pro montování polovodičů do elektroaut.
Na okraji města se nachází skládka.

## Pamětihodnosti a kultura
Jedním ze symbolů města je velký kalvinistický kostel a dále katolický kostel Povýšení svatého kříže, který byl dokončen roku 1822. Dochována je rovněž i budova synagogy.
V Ceglédu stojí rovněž i muzeum Lajose Kossutha (má zde i svoji sochu), dále zde existuje sportovní muzeum. Město má tři knihovny; knihovnu městskou, knihovnu pro děti a knihovnu mládeže.
Stojí zde také Kossuthovo kulturní centrum a divadlo a dále dvě menší divadelní scény.

## Doprava
Město disponuje několika železničními tratěmi, které vedou do měst Budapešť, Szolnok Nyíregyháza a Segedín. Cegléd se nachází na hlavních tratích (do Szolnoku) a dále do Rumunska). Zastavují zde proto významné vlaky. Kromě hlavního nádraží se zde nachází ještě dvě menší železniční zastávky, a to Budai ut a Cegledi Szállázok.
Středem města kdysi procházela železniční trať Cegléd – Hantháza, která byla zřízena především s ohledem na nákladní dopravu. Trať dlouhá 20 km obsluhovala oblast v letech 1909 až 1978 a dnes po ní zůstalo jen několik málo pozůstatků. Do roku 1973 také z Ceglédu vedla i úzkorozchodná železnice a to v trase Cegléd – Törtel – Kőröstetétlen – Jászkarajenő – Vezseny.
Severně od něj se rovněž nachází i dálnice M4, která směřuje do Szolnoku a dále na východ. Ve stejném směru je vedena i silnice celostátního významu č. 4, která prochází samotným středem města.
Východně od města leží malé sportovní letiště se zatravněnou drahou.

## Sport a rekreace
V Ceglédu se nachází plavecký bazén a lázeňské centrum. Sportovní hala byla umístěna v budově bývalé synagogy.

## Zdravotnictví
Město má vlastní nemocnici (Nemocnice Toldyho Ference).

## Známé osobnosti
- George Pal (1908-1980), filmový producent a režisér
- Gyula Zsengellér (1915-1999), fotbalista
- József Gál (1918-2003), zápasník
- György Csordás (1928-2000), plavec
- Károly Ecser (1931-2005), vzpěrač
- Péter Sárik (* 1972), klavírista a skladatel
- József Major (* 1979), triatlonista a vítěz Ironmanu 2008
- Miklós Ungvári (* 1980), judista
- Roland Juhász (* 1983), fotbalista
- Imre Szellő (* 1983), boxer
- Tamás Lőrincz (* 1986), zápasník
- Viktor Lőrincz (* 1990), zápasník
- Norbert Vitáris (* 1990), házenkář
- Noémi Háfra (* 1998), házenkářka
- István Tóth, fotograf